# Sonnō jōi

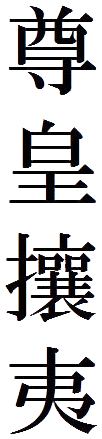
"Sonnō Jōi": «Reverenciar l'emperador, expulsar els bàrbars».

El sonnō jōi (尊王攘夷 reverenciar l'Emperador, expulsar els bàrbars) és una filosofia política així com un moviment polític del Japó derivat del Neo-confucianisme, es va convertir en l'eslògan polític en els anys 1850 i 1860 en el moviment per enderrocar el shogunat Tokugawa.

## Origen
L'eslògan sonnō jōi (尊王攘夷o尊 皇 攘夷, zūnwáng rǎngyí en xinès) va tenir el seu origen a la Xina amb Huan de Qi, el governant de l'estat de Qi en el període "primavera i tardor". Durant aquest temps, la Cort de la Dinastia Zhou va perdre el control sobre els estats feudals i les invasions per part d'estrangers eren freqüents. Huan de Qi primer va utilitzar l'eslògan per intentar que altres governants d'altres estats feudals respectessin la cort de Zhou, quan en realitat ho utilitzava per remarcar l'hegemonia sobre altres governants feudals i denotar la supremacia de la cort de Zhou.
Al Japó, l'origen d'aquesta filosofia pot trobar-se als treballs del segle xvii per acadèmics confucionistes com Yamasaki Ansai i Yamaga Soko, que van escriure sobre la santedat de la dinastia Yamamoto i de la seva superioritat sobre altres famílies governats d'altres nacions. Aquestes idees es van expandir pels acadèmics "kokugaku" com Motoori Norinaga i es pot observar en la teoria de Takenouchi Shikibu de l'absoluta lleialtat cap a l'emperador del Japó, el qual implicava que s'havia de tenir menys lleialtat al shogunat Tokugawa.
L'acadèmic de l'escola "Mite" Aizawa Seishisai introduir el terme sonnō jōi al japonès modern amb el seu treball Shinron el 1825, on sonnō era utilitzat per denotar la reverència expressada pel shogunat Tokugawa cap a l'emperador i jōi era la proscripció del cristianisme.